# 화식도

뚜껑별꽃의 화식도

화식도 또는 꽃 다이어그램(floral diagram)은 꽃의 구조를 그래픽으로 표현한 것이다. 꽃 기관의 수, 배열 및 융합을 보여준다. 꽃의 다른 부분은 각각의 기호로 표시된다. 화식도는 꽃 식별에 유용하거나 속씨식물의 진화를 이해하는 데 도움이 될 수 있다. 19세기 후반에 소개되었으며 일반적으로 A. W. 아이클러의 작품으로 여겨진다.
일반적으로 꽃의 형태를 연구하기 위해 해당 꽃의 화식 (식물학)과 함께 사용된다.

## 같이 보기
- 화식 (식물학)
- 꽃
- 쌍떡잎식물
- 외떡잎식물
- 꽃차례

## 참고 자료
- Schaffner, John Henry (June 1916). “A General System of Floral Diagrams” (PDF). 《Ohio Journal of Science》 16 (8): 360–366. hdl:1811/1914. ISSN 0030-0950.